# 骨骼
在生物学中，骨骼或骨骼系统（skeletal system），是动物体内或体表坚硬的、主要起支撑作用的部分。对于脊椎动物而言，骨骼是由许多块骨头组成而构成形体的骨架，为生物体提供支持作用的生命系统，也和肌肉系統組成运动系统，提供支持、保護內部器官、協助運動以及儲存礦物質等功能。
骨骼系统主要可分為兩種：外骨骼是動物外層的堅硬外殼，內骨骼則是在體內支撐身體。此外還有像水骨骼和細胞骨架也屬於骨骼系統的一種。

## 功能
骨骼的最主要功能，為支撐保持體形。因此海洋生物的骨骼不及陸地動物，是因為海洋提供了浮力支撐。動物進化而遷往陸地，就開始形成堅固的骨骼結構。另一方面，骨骼也提供肌肉連接面，透過關節，協助肌肉產生運動。骨骼也為內部軟組織結構提供保護。
外骨骼包裹整個身體，容納所有器官，保護度較高，但行動不便，也限制了生物的大小，因此只見於較低等生物。而較高等的生物則具有內骨骼，雖然保護性不及外骨骼，但也能保護一些重要器官，如：大腦、脊髓和心臟，行動方便快速，並且體形較大。一些內骨骼更有在紅骨髓內產生血液細胞的能力。 

## 分類
骨骼系统一般可分為外骨骼、内骨骼、水骨骼和細胞骨架。其中外骨骼及内骨骼有坚硬的支持结构。

### 外骨骼

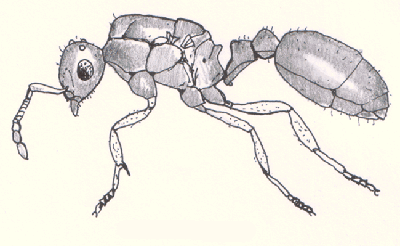
螞蟻的外骨骼

在骨骼大小相同的情况下，大型的外骨骼结构与内骨骼相比所能支持的重量相对較小，因此，许多大型动物，例如脊椎动物具有内骨骼结构。外骨骼动物例如节肢动物、软体动物和一些昆虫，它们的骨骼是一层保护内部器官的壳。
节肢动物和软体动物都具有外骨骼。由于外骨骼限制了动物的生长，这些外骨骼动物找到了不同的解决办法。大部分软体动物具有石灰质的壳，并且随着生长，壳的直径增大，形状不变。节肢动物在生长的过程中蜕去旧皮，这个过程称为蜕皮。生出新的外骨骼后，外骨骼通过不同的方式硬化（例如石灰质、骨质）。
昆虫的外骨骼不止是保護而已，也是肌肉附著的表面，也保護身體中的水分避免脫水，也是感覺器官之一。软体动物的殼也有類似的功能，不過不是感覺器官。
有外骨骼的動物，其外骨骼的重量可能佔身體重量的相當比例，因此有外骨骼的動物多半體型較小，不過水生的軟體動物因為在水中重量較輕，因此其外骨骼可以較大，像扇硨磲蛤的殼在尺寸很大，重量也很重。Syrinx aruanus的殼也相當大。

### 內骨骼

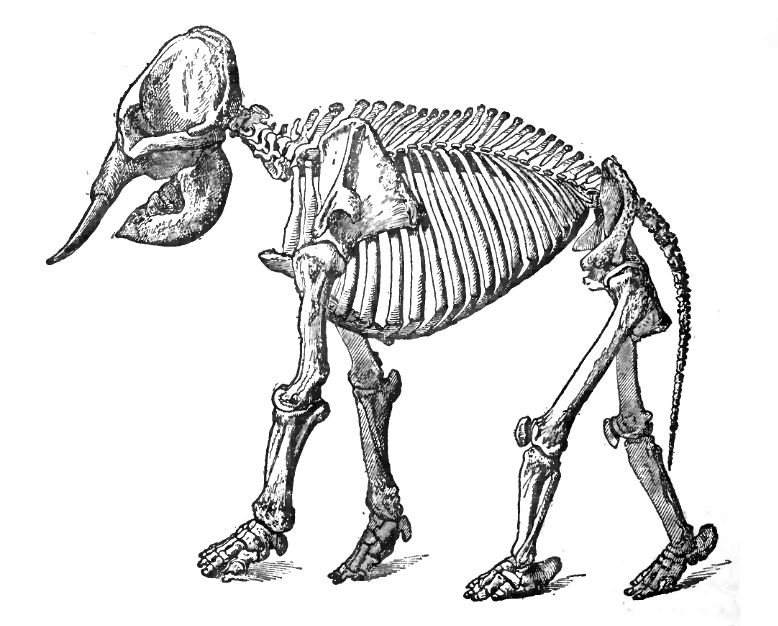
象的內骨骼

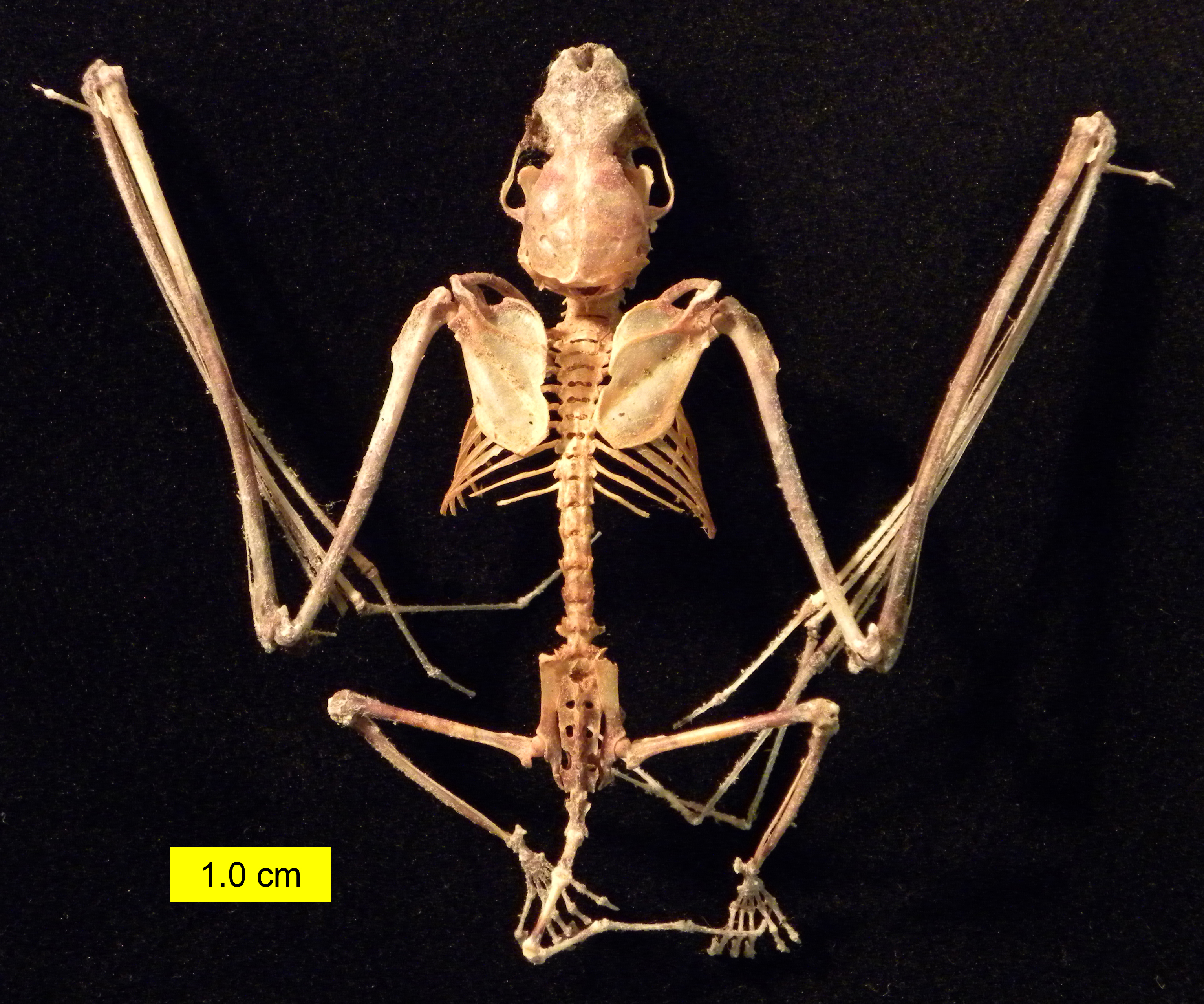
蝙蝠的內骨骼

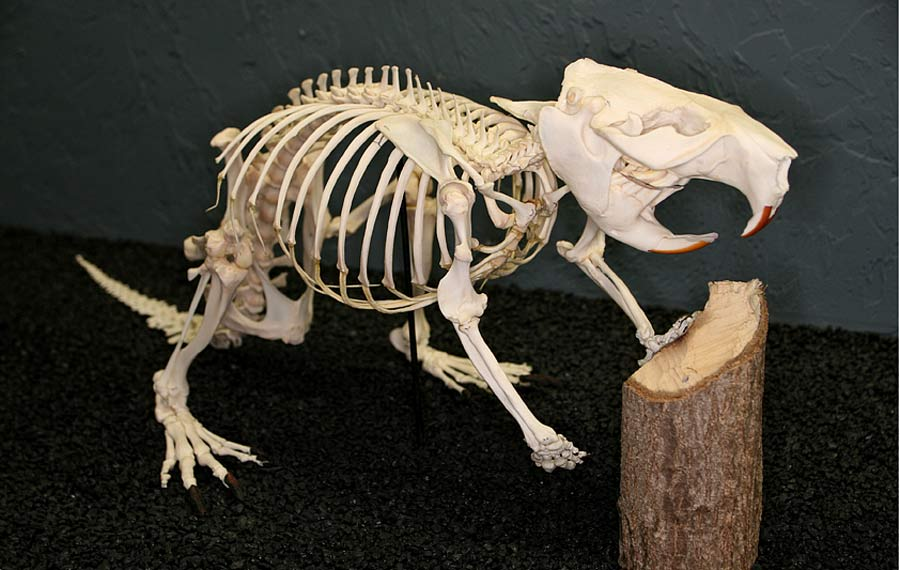
奧克拉荷馬市的骨骼博物馆展示的河狸骨骼

内骨骼由体内坚硬的组织构成。有些動物的内骨骼只用來支撐身體（例如海綿），而有些動物的内骨骼可由肌肉系统提供动力。棘皮動物和脊索動物的內骨骼都是由中胚層組織發展而來。
矿物质化或骨质化的内骨骼被称为骨，例如人类和哺乳动物的骨骼。软骨是骨骼系统中另一重要的组成部分，起支持和补充骨骼的作用。人的耳和鼻由软骨定型。有些动物的骨骼完全由软骨构成而没有骨质化的骨，例如鲨鱼。骨于其他坚硬的结构由韧带相互连接，而与肌肉系统之间由肌腱连接。

### 无脊椎动物
棘皮动物的内骨骼及一些像水母及蚯蚓等软体无脊椎动物會有水骨骼，好像是充满水的气球。腔腸動物（例如水母、珊瑚虫等）和环节动物（例如水蛭）这些具有水骨骼的动物體腔內充滿液體。提供靜水壓支撐身體，能通过收缩液囊周围的肌肉实现移动，例如蚯蚓通过改变身体的形状向前移动。

#### 海綿
海綿的骨骼是由小的鈣質或矽質海綿骨針組成。尋常海綿綱占所有海綿的90%，其骨骼中骨針的成份是海綿硬蛋白纖維、矽質礦物質，或是兩者都有。若海綿骨針的成份中有矽，其外型會比較類似玻璃海綿

#### 棘皮动物
像海星等棘皮动物的骨骼是由方解石及少量的氧化鎂組成。棘皮动物的骨骼是位在中胚层表皮的下方，在支架形成細胞組成的細胞團內。其結構是多孔狀的，因此可以又堅硬又輕。這些骨骼凝聚成钙质小骨（骨板），可以往各個方向生長，並取代身體損失的某一部份。骨骼之間有關節相連接，可以藉由肌肉來移動骨骼。

### 脊索动物
對於人類及大部份的脊索动物而言，骨骼系統大部份是由骨構成，其他部份則是軟骨，哺乳類動物的軟骨主要會在關節，而軟骨魚（包括鯊魚）的骨骼系統完全是由軟骨構成。
骨頭除了支撐身體外，也可以儲存鈣和磷，供其他細胞使用。

#### 魚
魚可以依其骨骼是硬骨或軟骨，分為硬骨魚及軟骨魚。魚骨骼的特殊之處是魚鰭，其中只有尾鰭直接和脊椎相連，其餘部份都是透過肌肉連接脊椎。

#### 鳥
鳥的骨骼相當符合鳥類飛行的需要：輕量化、但有足夠的強度可以承受起飛、飛行和降落時的應力。鳥類骨骼的特徵是其成骨作用的骨頭融合，像尾綜骨的形成，因此鳥類骨頭的數量比其他同在陸地上的脊索动物要少。為了骨骼的輕量化，鳥類用喙來代替其他動物常用的顎沒有牙齒，鳥類也沒有牙齒，不過很很多幼鳥的喙上有一突起，稱為蛋齒，有助於在孵化後可以破殼而出。

#### 海洋哺乳動物
為方便在水中活動，海洋哺乳動物的後腳可能會完全退化，像鯨魚及海牛，或是整合在單一的尾鰭中，像是鰭足。

### 細胞骨架
細胞骨架是用來穩定及保護細胞的外形，是一個動態結構，可以維持細胞外形、透過鞭毛、纖毛或板狀偽足等結構使細胞可以移動，在細胞間運輸（像細胞器及囊泡的移動）及細胞分裂時扮演重要角色。

## 頭顱分類
羊膜動物都擁有外骨骼，這類動物是基於其骨骼而被分類。特別是其顱骨，透過在顱骨上顳窩窗的數量，可知道羊膜動物的分類。

## 人類骨架

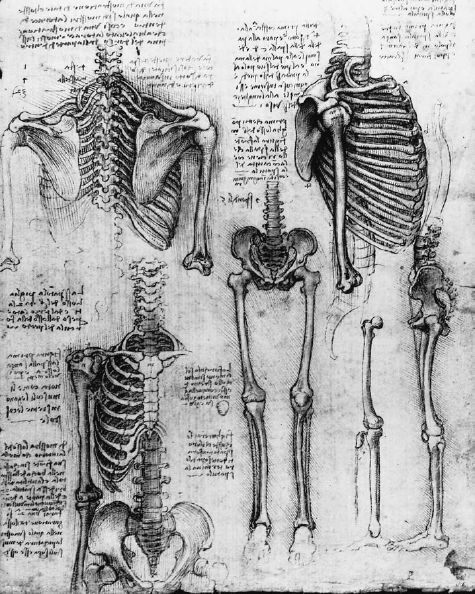
「骨骼系統的學習」，列奥纳多·达·芬奇，1510年

人體骨架系統內已融合及獨立的骨骼均由韌帶、肌腱、肌肉和軟骨所支持及填充。骨架系統可以支持內臟、保護像腦、肺臟、心臟等重要器官，並且提供肌肉的固定點。雖然牙齒中不包括其他骨骼中常見的組織，但牙齒仍視為是骨骼，而且是骨架系統中的一員。人體中最大的骨是腿部的股骨，最小的是中耳中的镫骨。骨骼約佔人體重量的14%，其中有一半是水份。
人類有些部份骨頭是由多塊骨頭融合而成，包括髖及人類髗骨，大部份的骨頭都直接（或透過關節）和骨架系統中的其他骨頭連接，只有少數例外：中耳中的鐙骨、砧骨和錘骨彼此相連，但沒有和其他骨頭相連。舌頭的舌骨只透過肌肉和韧带連接其他骨頭，沒有和其他骨頭之間的關節。
成人的骨頭共有206個，但其數字會依以下的算法而不同：骨盆中的髖骨是否算成一個，還是髂骨、坐骨、恥骨三個？尾骨要當成一個骨頭還是四個骨頭？顱骨需視為幾個骨頭？一般而言，骶骨會算成一個單一的骨，而不是五個稠合的椎骨。而在肌腱中也有許多的籽骨。像髕骨（膝蓋骨）就是較大的籽骨。因為髕骨數量是固定的，一般會列入計算。骨頭的數量也會因年齡而異，新生兒有超過300個骨頭，後來有些骨頭融合成為單一的骨頭。人類的骨頭可以整合成軸向骨架及肢骼骨架，前者為頭及軀幹的骨骼，後者為四肢的骨骼。
人類的骨頭約在二十歲時才發育完成，骨頭中含有骨髓，可以製造血球。
人類骨骼中維持了很多脊索动物（哺乳類、鳥類、魚類、爬蟲類及兩棲動物）的特徵，骨骼中有許多反覆出現的基本單位，尤其在脊柱和肋骨最為明顯。
男性和女性的骨骼系統有許多不同，男性的骨架一般會比女性要大，其骨骼也比較重。女性的胸骨一般也較寬且較短，其手腕一般也較細。女性的骨盆明顯的和男性不同，這是和女性懷孕及生產有關，女性的骨盆較寬而且較淺，骨盆的出口較大，而骨盆的入口也較寬而較圓。男性耻骨之间的角度較較尖銳，因此會有較圓、較窄，形狀接近心形的骨盆。

## 骨骼及軟骨

### 骨骼
骨骼是脊椎动物中組成內骨骼的堅硬器官，其功能包括運動、支撐身體，保護身體中的其他器官，產生紅血球及白血球，以及儲存礦物質。骨骼組織屬於密度高的结缔组织，有許多不同的形狀，有複雜的內在及外在結構。骨骼是輕量化又堅硬的組織，組織中其中之一是矿化组织，因此使骨骼堅硬，而且有蜂巢體的三維內在結構。骨骼中其他的組織包括骨髓、骨髓膜及骨膜、神經、血管及軟骨。成人共有206塊骨骼，嬰兒則有多過300塊
。

### 軟骨
在胚胎发育時，許多軟骨是骨骼的前身，在懷孕的中期和後期，骨骼周圍的肌肉形成後，才會用骨骼來取代軟骨，形成骨骼系統。軟骨是較堅硬，可撓性較弱的结缔组织，在人體及其他動物的身體各部份上都有軟骨，包括骨骼之間的關節、肋骨、耳、鼻、手肘、膝蓋、脚踝、支氣管及椎間盤，軟骨的堅固程度不如骨骼，但仍比肌肉要堅硬。
軟骨是由軟骨細胞組成，產生大量的細胞外基質，由Ⅱ型膠原蛋白纖維（不過纤维软骨也含有Ⅰ型膠原蛋白）、有丰富蛋白聚糖的基質及彈性纖維組成。軟骨可以分為三種：弹性软骨、透明软骨及纤维软骨，三種軟骨的差異是在於其主要成份。
軟骨和其他的结缔组织不同，軟骨中沒有血管。軟骨細胞是由弹性软骨的屈曲或是关节软骨的壓縮產生的泵，產生的擴散作用來傳播。因此軟骨的生長和修復要比其他的结缔组织要慢。